# Julien Tiersot
Julien Tiersot (Bourg-en-Bresse, 5 luglio 1857 – Parigi, 10 agosto 1936) è stato un compositore, etnologo e musicologo francese.

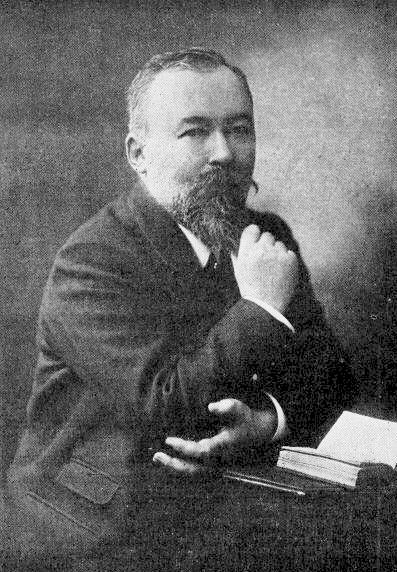
Julien Tiersot

Lavorò al conservatorio di Parigi come vicebibliotecario dal 1883 e come bibliotecario dal 1909 al 1920. Dal 1894 aveva collaborato con la Rivista Musicale Italiana di Torino.
Dal 1895 al 1899 raccolse più di 1200 canzoni popolari che vennero in parte pubblicate nel 1903 nel libro “Chansons populaires recueillies dans les Alpes françaises, Savoie et Dauphiné” (Canzoni popolari raccolte nelle Alpi francesi, Savoia e Delfinato) dove compaiono anche 125 testi e 119 melodie della collezione di Joseph Siméon Favre. Negli anni 1905-1906 svolse ricerche etnomusicologiche in Canada con É. Gagnon. Fu presidente della Società Francese di Musicologia.

## Discografia
- CMTRA Atlas sonore nº 18, Chansons populaires recueillies dans les alpes francaises

## Opere
- Julien Tiersot, Chansons populaires recueillies dans le Vivarais et le Vercors, Paris 1892
- Julien Tiersot, Mélodies populaires des provinces de France, Paris 1888-1928
- Julien Tiersot, Histoire de la Chanson populaire en France, Paris 1889
- Julien Tiersot, Chants populaires pour les écoles, 3 volumes, Paris 1896-1902
- Julien Tiersot, Noëls français, Grenoble 1901
- Julien Tiersot, Chansons populaires recueillies dans les Alpes francaises, Savoie et Dauphiné, Grenoble Moutiers, 1903
- Julien Tiersot, Le Romancéro populaire de la France, Paris 1904
- Julien Tiersot, Notes d'ethnographie musicale, Paris 1905
- Julien Tiersot, La musique chez les peuples indigènes de l'Amérique du nord, Paris 1909-10
- Julien Tiersot, 44 French Folksongs and Variants from Canada, Normandy and Brittany, New York 1910
- Julien Tiersot, Un demi-siècle de musique française entre deux guerres 1870-1917, Paris 1918
- Julien Tiersot, Chansons populaires françaises, Paris 1921
- Julien Tiersot, Montagnardes et bourrées, Paris 1930